# Modrički Lug
Modrički Lug (szerbül: Модрички Луг), település Bosznia-Hercegovinában, Vukosavlje községben, a Szerb Köztársaság északi régiójában.

## Fekvése
A település Bosznia-Hercegovina északi részén, Dobojtól légvonalban 33, közúton 49 km-re északkeletre, községközpontjától légvonalban 2, közúton 3 km-re keletre, a Boszna bal partján, a Szávamenti-síkságon, a folyó és Palučak-patak között, 97-101 méteres magasságban fekszik.

## Népessége
| Nemzetiségi csoport | Népesség 1991 | Népesség 2013 |
| ------------------- | ------------- | ------------- |
| Szerb               | 4             | 0             |
| Bosnyák             | 1008          | 851           |
| Horvát              | 1             | 0             |
| Jugoszláv           | 18            | 0             |
| Roma                | 0             | 138           |
| Egyéb               | 2             | 7             |
| Összesen            | 1033          | 996           |

## Története
A település csak 1981-ben lett önálló, amikor a Lug nevű településrészt elválasztották Modriča területétől. A boszniai háború idején a település muszlim lakosságát elűzték. A boszniai háborút lezáró daytoni békeszerződés rendelkezése alapján az ország területét felosztották a Bosznia-hercegovinai Föderáció és a boszniai Szerb Köztársaság között. A daytoni megállapodás aláírása után Odžak község legnagyobb része a Bosznia-Hercegovinai Föderáció részévé vált. A háború előtti Odžak község lakott települései közül azonban Gnionica, Jošavica és Srnava, valamint Odžak, Potočani és Vrbovac települések részei a Boszniai Szerb Köztársaság részévé váltak. Ugyancsak a községhez csatolták a korábban Modriča községhez tartozó Jakeš, Pećnik és Modrički Lug településeket. A daytoni megállapodás és az Odžakból történt szerb kivonulás után Jakeš egy részét Vukosavljére nevezték át. A muszlim lakosság visszatérése csak 2000-ben indult meg.

## Nevezetességei
A falu mecsete